# Euparagia planiceps
Euparagia planiceps är en stekelart som beskrevs av Richard Mitchell Bohart 1938. Euparagia planiceps ingår i släktet Euparagia och familjen Masaridae. Inga underarter finns listade i Catalogue of Life.